# Anopticon
Anopticon, come descritto da Umberto Eco nella sua opera Il secondo diario minimo, è l'inverso del panopticon, ossia un carcere costruito in modo che il sorvegliante sia l'unico a poter essere visto e non abbia alcun modo di vedere i sorvegliati. 
L'anopticon costituisce un frammento della cacopedia e, come scrive Eco, "realizza l'ideale della completa deresponsabilizzazione del sorvegliante, sancita dalla sua punizione, e risponde alla tradizionale domanda: quis custodiet ipsos custodes?".

## Nella letteratura
Una simile struttura era già stata immaginata e descritta dallo scrittore Philip K. Dick nel romanzo Un oscuro scrutare: il protagonista del racconto è infatti un poliziotto infiltrato nel mondo della droga, talmente segreto che la sua identità è ignota anche ai suoi superiori (lui e il suo capo quando parlano indossano delle tute disindividuanti); a un tratto però gli viene ordinato di tenere sotto controllo sé stesso. 
La casa in cui vive con degli amici viene attrezzata con olocamere e microfoni e a partire da quel momento il protagonista, che si chiama A(r)ctor, passa sempre più tempo a vedere i video di sé stesso e dei suoi amici; fino a quando, inevitabilmente, dimentica di essere Bob A(r)ctor.
Nel racconto di fantascienza di Isaac Asimov Naufragio (Marooned Off Vesta, 1934) e soprattutto nel seguito Anniversario (Anniversary, 1959; entrambi raccolti ne Il meglio di Asimov, 1973), l'anopticon è un immaginario strumento senza ottica (da cui il nome) che può essere usato sia come microscopio che come telescopio, con dei campi di forza al posto delle lenti.